# Georges Moens de Fernig
Georges Florent Marie Auguste Moens de Fernig (* 28. August 1899 in Lüttich; † 16. August 1978 in Zelem) war ein belgischer Minister und Manager.
Moens de Fernig besuchte das Französische Lyzeum in Rom und später eine Schule in London, bevor er in Brüssel studierte. Er gehörte verschiedenen Kabinetten von Paul-Henri Spaak als parteiloses Mitglied an. Moens de Fernig amtierte vom 13. März bis 31. März 1946 als Minister für Versorgung im Kabinett Spaak II. Vom 20. März 1947 bis 27. November 1948 war er Minister für Versorgung und Einfuhr im Kabinett Spaak III. Als Minister für Außenhandel diente er im Kabinett Spaak IV vom 27. November 1948 bis 11. August 1949.
1951 wurde er zum Generalkommissar für die Weltausstellung 1958 in Brüssel ernannt.
Er gehörte von 1950 bis 1973 dem Vorstand der Delhaize Group an.